# أوفييدو (فلوريدا)
أوفيدو (بالإنجليزية: Oviedo)‏ هي مدينة أمريكية تقع في ولاية فلوريدا. تبلغ مساحة هذه المدينة 40 (كم²)،ويبلغ عدد سكانها 33342 نسمة حسب إحصاء سنة 2010 م 33342.

## أعلام
- هال كينغ
- ريان كاربنتر